# Attulus helveolus
Attulus helveolus is een spinnensoort in de taxonomische indeling van de springspinnen (Salticidae).
Het dier behoort tot het geslacht Attulus. De wetenschappelijke naam van de soort werd voor het eerst geldig gepubliceerd in 1871 door Eugène Simon.